# József Rády
József Rády   (Szekszárd, 22 de setembre de 1884 - Balatonkenese, 11 d'octubre de 1957) fou un tirador d'esgrima hongarès que va competir durant la dècada de 1920 i 1930.
El 1924 va prendre part al Jocs Olímpics de París, on va guanyar la medalla de plata en la competició de sabre per equips del programa d'esgrima. Quatre anys més tard, als Jocs d'Amsterdam, disputà quatre proves del programa d'esgrima. Guanyà la medalla d'or en la prova de sabre per equips i fou cinquè en la floret per equips, mentre en les altres dues proves quedà eliminat en sèries.
En el seu palmarès també destaquen 12 campionats nacionals en diferents modalitats i dues medalles al campionat del món d'esgrima, una d'or el 1930 en sabre per equips, i una de plata el 1931 en floret per equips.